# Landgericht Greiz
Das Fürstlich reußische Landgericht Greiz war von 1879 bis 1919 ein Landgericht mit Sitz in Greiz für das Fürstentum Reuß älterer Linie.

## Geschichte
Mit den Reichsjustizgesetzen wurde im Deutschen Reich reichsweit eine einheitliche Gerichtsorganisation geschaffen. Das Gerichtsverfassungsgesetz vom 27. Januar 1877 legte als Instanzenzug Amtsgerichte, Landgerichte und Oberlandesgerichte fest. Die Umsetzung in Reuß älterer Linie führte aufgrund der geringen Größe und der Zersplitterung der Landesteile zu sehr kleinen Gerichten. Auf Obergerichtsebene hatte es bereits vorher das gemeinschaftliche Oberappellationsgericht Jena gegeben, da Reuß ä.L. um ein Vielfaches zu klein für ein eigenes Obergericht gewesen war. Dieses wurde nun zum Oberlandesgericht Jena. In Bezug auf das Landgericht bestand Reuß ä.L. auf der Bildung eines eigenen Landgerichtes. Das Landgericht Greiz war für das ganze Fürstentum zuständig. Dies war aber lediglich 316,39 Quadratkilometer groß und umfasste 1880 nur etwa 47.000 Einwohner. Das Landgericht Greiz war damit eines der kleinsten Landgerichte im Reich. Der Greizer Landtag hatte sich 1878 zwei Mal geweigert, der Bildung eines eigenen Landgerichtes zuzustimmen, da dieses zu klein sei. Der Fürst löste daher am 29. Juli 1878 den Landtag auf. Der 1878 neu gewählte Landtag stimmte am 18. November 1878 der Regierungsvorlage zu.
Dem Landgericht waren die drei Amtsgerichte Burgk, Greiz und Zeulenroda nachgeordnet. Auch diese waren sehr klein. In Burgk und Zeulenroda war jeweils eine Amtsrichterstelle vorgesehen, in Greiz drei.
Rechtsgrundlage für die Bildung der Gerichte war das 32. Gesetz vom 21. November 1878, Aenderungen der bestehenden Gerichtsorganisation betreffend. Das Landgericht hatte danach mindestens 7 Richter, darunter einem Präsidenten und einem Direktor. Der Staatsanwalt am Landgericht war in Personalunion Staatsanwalt beim Amtsgericht Greiz.
Nach der Novemberrevolution 1918 wurde die Auflösung der thüringischen Kleinstaaten und die Bildung eines neuen Landes Thüringen betrieben. Damit verbunden war eine völlige Neuordnung der Gerichte. In einem ersten Schritt wurden Reuß ä. L. und Reuß jüngere Linie im Volksstaat Reuß zusammengefasst. Nach der Gründung des Volksstaates Reuß wurde mit Erlass vom 11. Juli 1919 betreffend die Abänderung des Staatsvertrags über die Fortdauer der Landgerichtsgemeinschaft in Gera das bis dahin bestehende Landgericht Greiz des Fürstentums Reuß ältere Linie aufgelöst und der Landgerichtsbezirk mit den Amtsgerichten Burgk, Greiz und Zeulenroda dem Landgerichtsbezirk Gera zugewiesen. Damit wurde die Neuordnung umgesetzt, die der Arbeiter- und Soldatenrat bereits mit dem Gemeinschaftsnotgesetz, betr. den Zusammenschluß der beiden Freistaaten Reuß auf dem Gebiete der Gesetzgebung, Verwaltung und Rechtspflege vom 21. Dezember 1918 verordnet hatte.

## Richter
- Alfred August Mortag Präsident 1879–1888
- Heinrich Hofmann Präsident 1889–
- Hugo Hanitsch, Landgerichtsdirektor 1894–
- Theodor von Dietel 1879–1882
- Oskar von Cornberg 1893–1903
- Max von Geldern-Crispendorf 1885–1918
- Adolph Werner (1879–1895)
- Adolf Steinhäuser (ab 1907 Landgerichtsdirektor)
- Heinrich Weigelt